# ليزا تاكر (مغنية)
ليزا غابرييل تاكر (بالإنجليزية: Lisa Tucker)‏ (من مواليد 13 يونيو 1989) مغنية وممثلة مسرحية وممثلة تلفزيونية أمريكية كانت في المركز العاشر في الموسم الخامس من أمريكان أيدول. في سن العاشرة ، حصلت على دور نالا الصغيرة في إنتاج الأسد الملك في لوس أنجلوس ، اشتهرت بـ يوميات مصاص دماء (2009) ، زوي 101 (2005) و التالي (2013).